# パーベル・アブラーモフ
パーベル・セルゲーエヴィチ・アブラーモフ（ロシア語: Павел Сергеевич Абрамов、1979年4月23日 - ）は、ロシアの男子バレーボール選手。元ロシア代表。

## 来歴
モスクワ出身。モスクワ大学地理学部卒業。1999年、ロシアスーパーリーグのイスクラ・オジンツォボへ入団し、2001年にディナモ・モスクワへ移籍。2003年から日本のVリーグの東レ・アローズでプレーし、2004-2005シーズンの第11回Vリーグで最高殊勲選手賞、サーブ賞受賞と、ベスト6に選ばれ、東レ・アローズ初優勝の立役者となった。また、第53回黒鷲旗全日本選抜大会で敢闘賞とベスト6、第54回黒鷲旗大会で最高殊勲選手賞とベスト6に選ばれた。
2005年にロシアへ戻り、古巣のイスクラ・オジンツォボで4年間プレーしたのち、2009年、ポーランドリーグのクラブへ移籍した。
1999年ユース世界選手権の優勝を経て、2001年にナショナルーム代表に選出され、ロシア代表のレフトのスパイカーとして通算208試合に出場。2002年ワールドリーグでチームの初優勝に貢献するとともに、ベストスパイカー賞とベストレシーバー賞をダブル受賞し、同年開催された世界選手権で銀メダル獲得に貢献。2004年アテネオリンピックでは銅メダル獲得に貢献した。翌2005年欧州選手権では準優勝に貢献するとともにベストレシーバー賞を受賞した。

## 球歴
- オリンピック - 2004年（銅メダル）
- 世界選手権 - 2002年（銀メダル）
- ワールドカップ - 2007年（銀メダル）
- ワールドリーグ - 2002年（優勝）、2007年（準優勝）、2001年、2006年（3位）
- 欧州選手権 - 2005年、2007年（準優勝）、2001年、2003年（3位）

## 所属クラブ
- イスクラ・オジンツォボ （1999-2001年）
- ディナモ・モスクワ （2001-2003年）
- 東レ・アローズ （2003-2005年）
- イスクラ・オジンツォボ （2005-2009年）
- Jastrzębski Węgiel （2009-2010年）
- イスクラ・オジンツォボ （2010-2012年）
- ウラル・ウファ（2012-2013年）
- グベールニヤ・ニジニ・ノヴゴロド（2013-2014年）